# Hiltenfingen
Hiltenfingen ist eine Gemeinde im schwäbischen Landkreis Augsburg.

## Geografie

### Lage
Der Ort Hiltenfingen liegt etwa 30 Kilometer südlich von Augsburg und etwa einen Kilometer südwestlich der Stadt Schwabmünchen an der Wertach am Westrand des Lechfeldes.

### Gemeindeteile
Neben dem Pfarrdorf Hiltenfingen gibt es keine weiteren Gemeindeteile. Hiltenfinger-Keller und Goldene Weide sind Wohnplätze, die zum Gemeindeteil Hiltenfingen zählen.

## Geschichte
Während archäologische Funde auf eine Ortsgründung im 8. oder 9. Jahrhundert v. Chr. hinweisen, wird Hiltenfingen um 1180 n. Chr. erstmals urkundlich erwähnt. Die kirchlich ausgeübte Lehnsherrschaft geht im Jahr 1280 bis zur Säkularisation an die Komturei des Deutschritterordens nach Blumenthal bei Aichach. Obwohl im schwäbischen Gebiet liegend, gehörte der Ort zur Deutschordensballei Franken. Seit 1805 gehört der Ort zu Bayern. Im Zuge der Verwaltungsreformen in Bayern entstand mit dem Gemeindeedikt von 1818 die heutige Gemeinde.

### Einwohnerentwicklung
Zwischen 1988 und 2018 wuchs die Gemeinde von 1243 auf 1496 um 253 Einwohner bzw. um 20,4 %.

## Politik
Die Gemeinde ist Mitglied der Verwaltungsgemeinschaft Langerringen.

### Gemeinderat
Bei der Kommunalwahl am 15. März 2020 lag nur der gemeinsame Wahlvorschlag von Christlicher Wählerunion und Freier Wählervereinigung (CWU/FWV) vor. Die gemeinsame Liste besetzt damit, wie schon in den Amtszeiten 2008–2014 und 2014–2020, alle zwölf Sitze des Gemeinderates.

### Bürgermeister
Seit 1. Mai 2020 ist Robert Irmler Erster Bürgermeister; ebenfalls ein Kandidat von CWU und FWV (94,1 % der Stimmen). Dessen Vorgänger war Kornelius Griebl (FWV/CWU); dieser bekleidete das Amt von 2002 bis 2020.

### Wappen
| Wappen von Hiltenfingen | Blasonierung: „In Silber ein durchgehendes schwarzes Tatzenkreuz, belegt mit einem blauen Schildchen, darin ein gesenkter, silberner Sparren.“ |
| Wappen von Hiltenfingen | Wappenbegründung: Das schwarze Tatzenkreuz deutet auf die ehemalige Grundherrschaft des Deutschen Ordens hin. Der Sparren ist dem Wappen der Burgmannen von Schwabegg, den Augsburger Hochvögten, entnommen und erinnert an deren Herrschaft in Hiltenfingen. Die Farben Weiß und Blau erinnern an die Verbindung zu den bayerischen Herzögen. Dieses Wappen wird seit 1967 geführt. |

## Baudenkmäler
- Pfarrhaus, erbaut 1710/11
- Pfarrkirche St. Silvester

## Bodendenkmäler

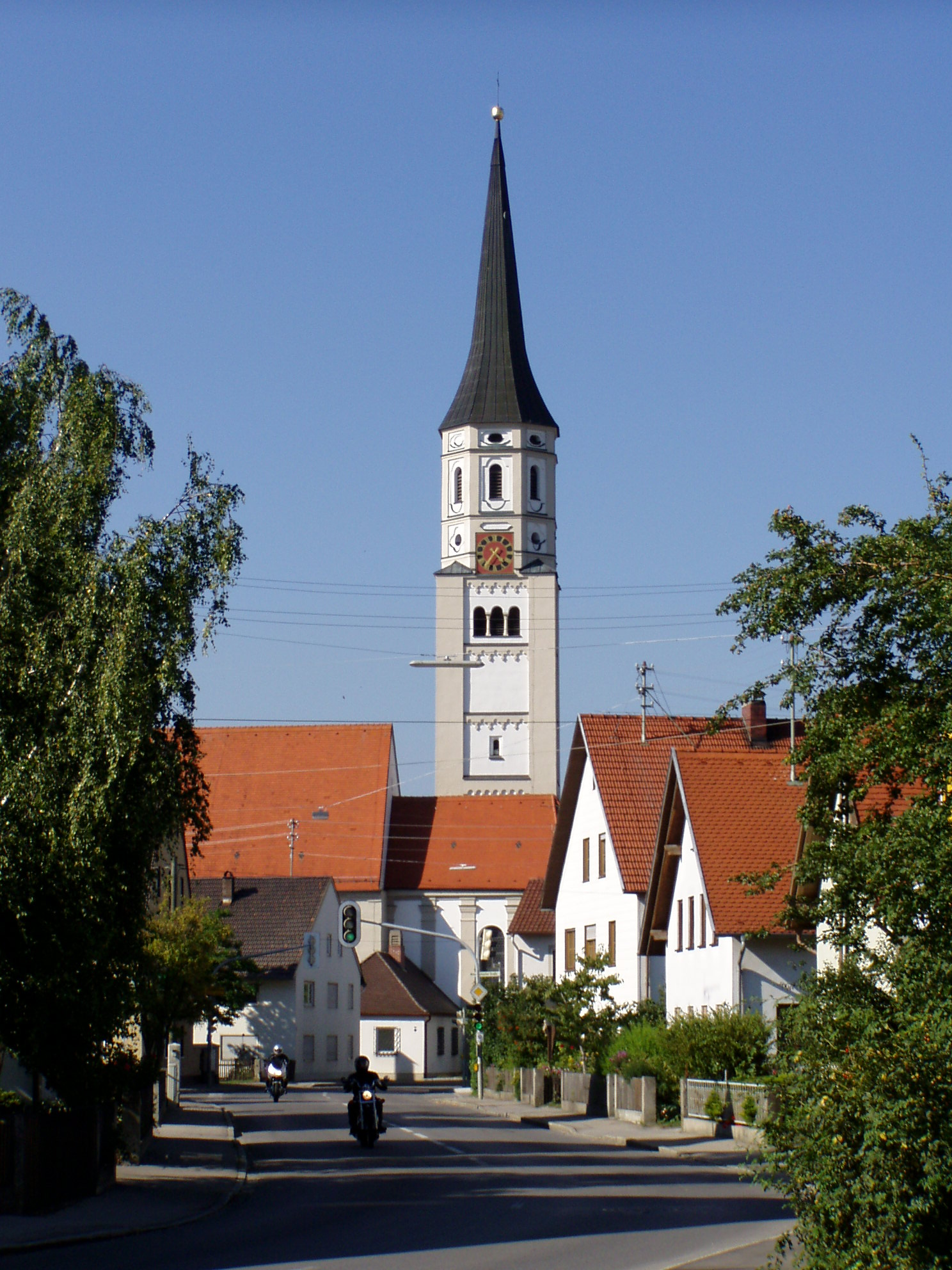
Hiltenfingen
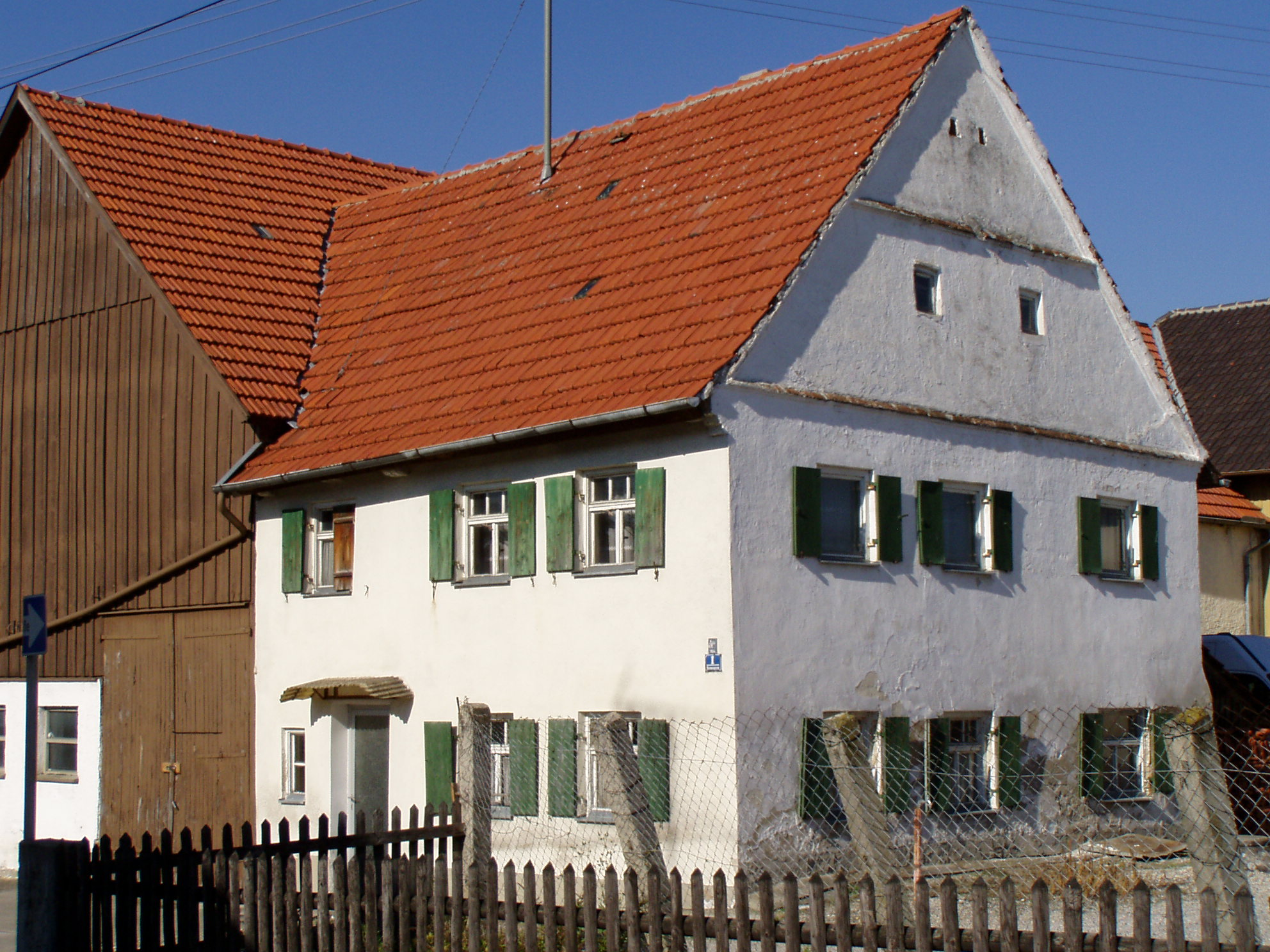
Bauernhaus in Hiltenfingen
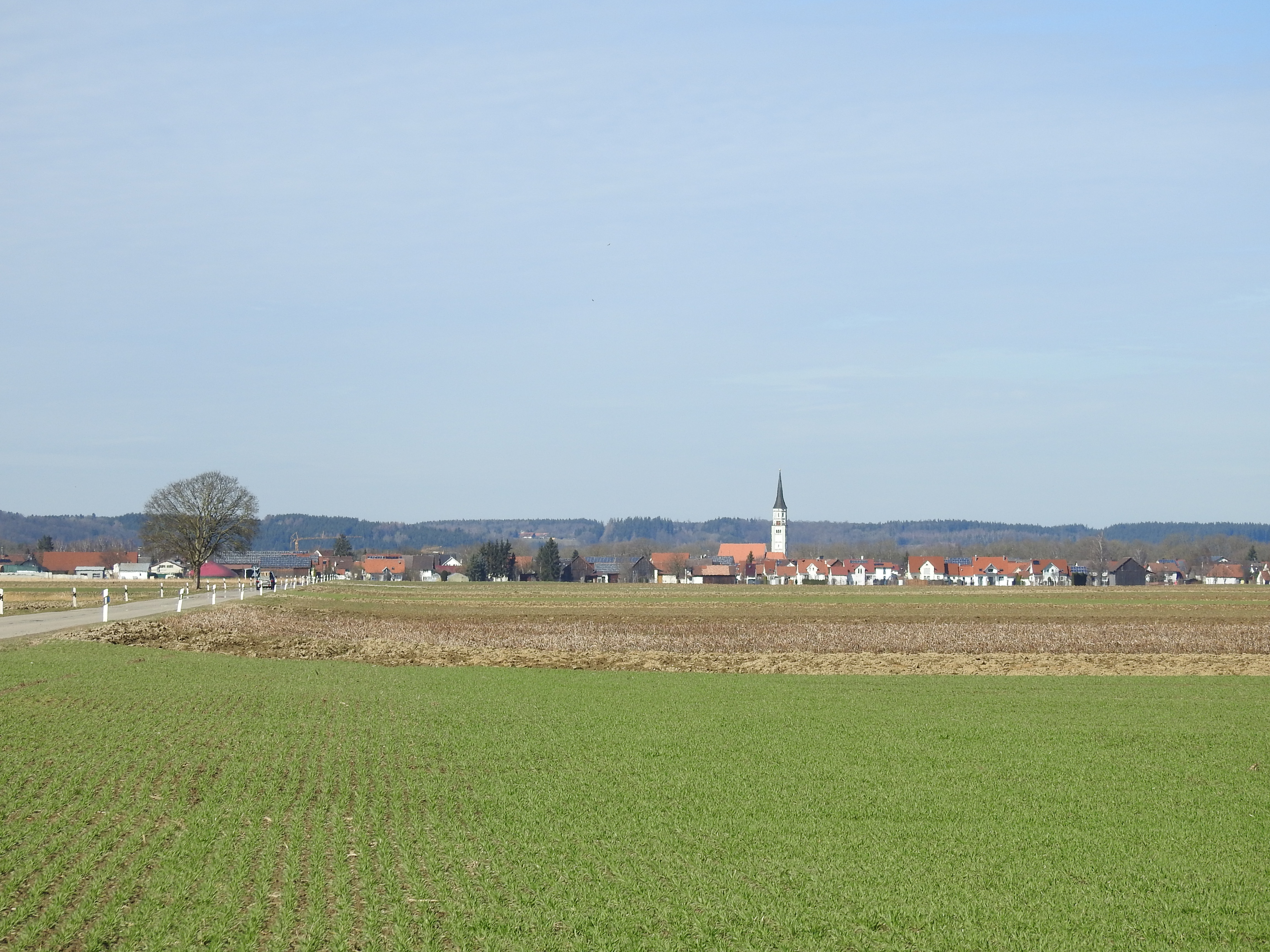
Hiltenfingen von Süden

## Verkehr
Die von Schwabmünchen kommende Staatsstraße 2027 verläuft durch das Gemeindegebiet von Hiltenfingen nach Westen und quert dabei die Wertach. Mitten im Ort zweigt von ihr die Staatsstraße 2015 ab, die nach Süden in Richtung Ettringen führt. Aufgrund der hohen Verkehrsbelastung beider Staatsstraßen ist seit längerem der Bau einer Ortsumfahrung geplant. Diese soll im Südwesten von Hiltenfingen auf einer Länge von rund 4,2 Kilometern verlaufen und mehr als 11 Millionen Euro kosten. Zum Stand Januar 2025 müssen noch Abstimmungen bezüglich des Grunderwerbs und des artenschutzrechtlichen Ausgleichs getroffen werden, sodass anschließend das Planfeststellungsverfahren eingeleitet werden kann.